# Jüdische Friedhöfe in Prag
Im Stadtgebiet von Prag existierten im Laufe der Zeit mehrere  jüdische Friedhöfe, von denen einige noch heute zur Bestattung Verstorbener benutzt werden. Die beiden heute bekanntesten jüdischen Friedhöfe in Prag sind der „Alte Jüdische Friedhof“ im Stadtteil Josefov sowie der „Neue Jüdische Friedhof“ im Stadtteil Olšany, die als wichtige Sehenswürdigkeiten gelten und jedes Jahr von tausenden Touristen besucht werden.

## Geschichte
Als der älteste jüdische Friedhof Prags gilt der Judengarten, der wahrscheinlich Anfang des 13. Jahrhunderts vor den Mauern der Prager Altstadt angelegt wurde. 1478 wurde er durch König Wladislaw II. Jagiello geschlossen und zu Gunsten des Friedhofs im Stadtteil Josefov aufgelassen. Dieser wurde bis 1787 benutzt und ist heute einer der bekanntesten jüdischen Friedhöfe in Europa. Trotz seiner kleinen Fläche (ca. 1 ha) enthält er über 12.000 Grabsteine und vermutlich die Gebeine von 100.000 Menschen. Als auch in Prag die Begräbnisse in der Innenstadt durch Kaiser Joseph II. verboten wurden, ging die jüdische Gemeinde 1787 dazu über, ihre Toten auf dem Friedhof im Stadtteil Žižkov beizusetzen. Diese Begräbnisstätte war 1680 gegründet und vor allem während der Pestepidemien (1679–1680 sowie 1713–1714) benutzt worden. Ende des 19. Jahrhunderts wurde in der Ortslage Olšany eine aus 12 Einzelfriedhöfen bestehende kommunale Nekropole für Prag geschaffen, die für zwei Millionen Bestattungen ausgelegt wurde und z. B. auch Sektionen für orthodoxe und islamische Gläubige enthält. Unmittelbar neben dieser Anlage erwarb die jüdische Gemeinde ein über 100.000 m² großes Grundstück und legte dort 1890 den neuen Friedhof mit Platz für ungefähr 100.000 Grabstätten an, von denen derzeit ca. 25.000 belegt sind. Neben diesen Begräbnisstätten gibt es in Prag noch weitere jüdische Friedhöfe.

## Liste der Friedhöfe
| deutscher Name                                                                  | tschechischer Name                                                               | Stadtteil     |
| ------------------------------------------------------------------------------- | -------------------------------------------------------------------------------- | ------------- |
| Judengarten                                                                     | Židovská zahrada                                                                 | Neustadt      |
| Alter Jüdischer Friedhof (Prag-Josefov)                                         | Starý židovský hřbitov v Praze-Josefově                                          | Josefov       |
| Alter Jüdischer Friedhof Prag-Žižkov                                            | Židovský hřbitov v Praze-Žižkově                                                 | Žižkov        |
| Neuer Jüdischer Friedhof (Prag-Olšany)                                          | Nový židovský hřbitov na Olšanech                                                | Žižkov-Olšany |
| Alter Jüdischer Friedhof Prag-Smíchov                                           | Starý židovský hřbitov na Smíchově                                               | Smíchov       |
| Neuer Jüdischer Friedhof Prag-Smíchov (eine Abteilung des Malvazinky-Friedhofs) | Nový židovský hřbitov na Smíchově (auch Židovský hřbitov na hřbitově Malvazinky) | Smíchov       |
| Alter Jüdischer Friedhof Prag-Libeň                                             | Starý židovský hřbitov v Praze-Libni                                             | Libeň         |
| Neuer Jüdischer Friedhof Prag-Libeň                                             | Nový židovský hřbitov v Praze-Libni                                              | Libeň         |
| Jüdischer Friedhof Prag-Uhříněves                                               | Židovský hřbitov v Praze-Uhříněvsi                                               | Uhříněves     |